# إليا فوينوف
إليا فوينوف (بالبلغارية: Илия Войнов)‏ هو لاعب كرة قدم بلغاري في مركز الوسط، ولد في 21 مارس 1964 في فراتسا في بلغاريا. لعب مع سسكا صوفيا.

## وصلات خارجية
- إليا فوينوف على موقع قاعدة بيانات كرة القدم.إي يو (الإنجليزية)
- إليا فوينوف على موقع ناشيونال فوتبول تيمز (الإنجليزية)